# Clermont-Créans
Clermont-Créans is een gemeente in het Franse departement Sarthe (regio Pays de la Loire). De plaats maakt deel uit van het arrondissement La Flèche. Clermont-Créans telde op 1 januari 2022 1.276 inwoners.

## Geografie
De oppervlakte van Clermont-Créans bedroeg op 1 januari 2022 17,82 vierkante kilometer; de bevolkingsdichtheid was toen 71,6 inwoners per km².

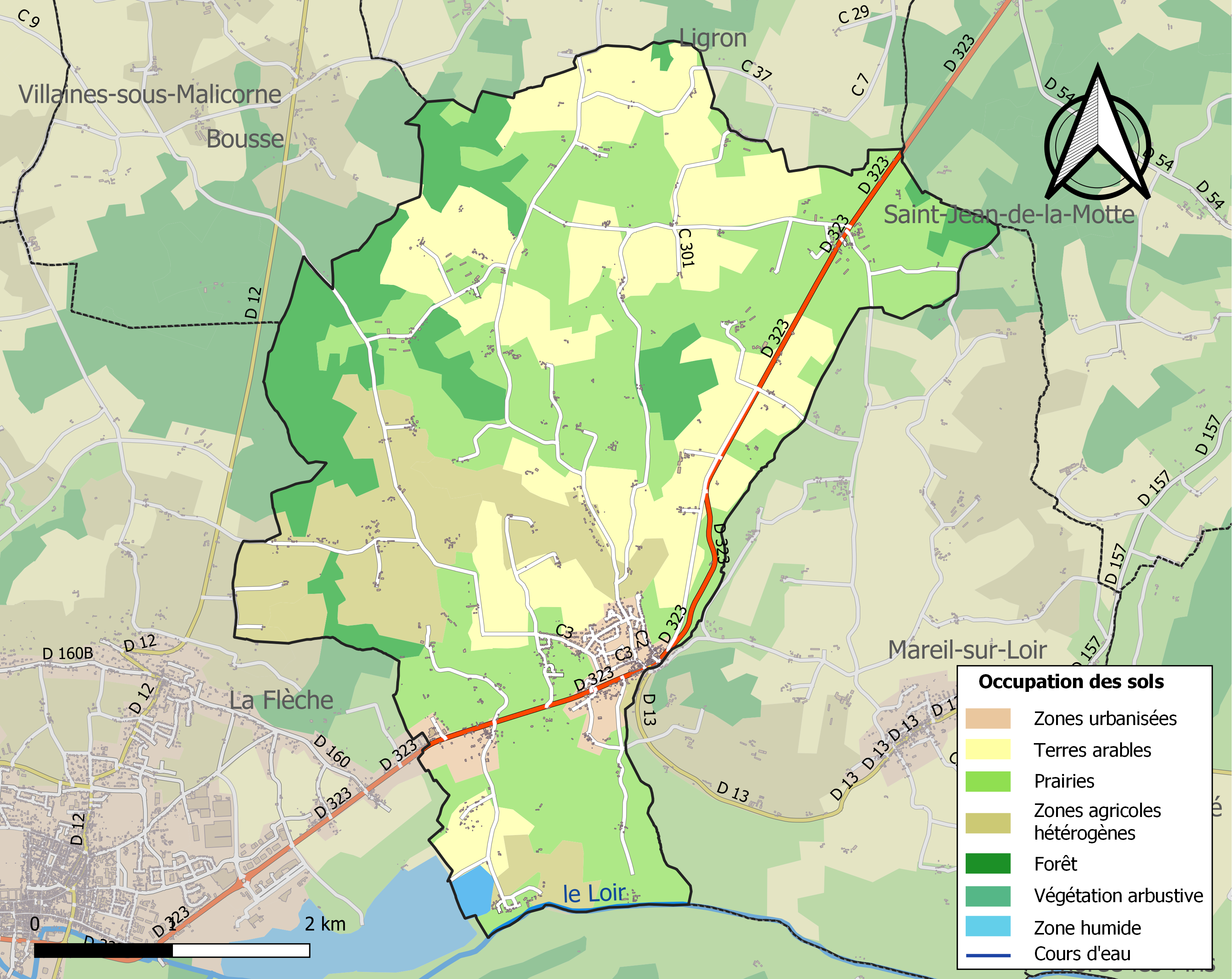
Kaart van de gemeente met de belangrijkste infrastructuur, bodemgebruik en omliggende gemeenten

## Demografie
Onderstaande figuur toont het verloop van het inwonertal (bron: INSEE-tellingen).